# Föreningen artister mot narkotika
Föreningen artister mot narkotika (FAMN) var en svensk förening, bildad 1982 av skådespelare och artister i syfte att motverka narkotikamissbruket. Föreningen hette fram till 1983 Uplandica.
Föreningen bildades på initiativ av bland andra Lasse Strömstedt; bland medlemmarna märktes Elisabeth Andreassen, Owe Thörnqvist, Lill-Babs och Lars Berghagen. Föreningen var mycket aktiv på 1980-talet och figurerade flitigt i media.